# Lara Joy Körnerová
Lara Joy Körnerová (* 28. října 1978, Londýn) je německá filmová, televizní a divadelní herečka. Její matkou je herečka Diana Körnerová. Hovoří německy a anglicky, absolvovala hereckou školu v Mnichově, účinkuje převážně v romantických filmech.
Jejím manželem je právník Heiner Pollert, vychovává šest dětí, z toho tři vlastní. Její nevlastní dcerou je herečka Lola Dockhornová.

## Divadelní role
- Stella (Johann Wolfgang Goethe), Landestheater Dinkelsbühl

## Filmové role
- 2011 Invasion vom Planeten Schrump
- 2011 Der Film deines Lebens

## Televizní role
- 2012 Rosamunde Pilcherová: Dokonalé štěstí
- 2010 Miluji cizince
- 2009 Hotel snů: Kapské město
- 2009 Srdce mého otce
- 2008 Lékař z Wörthersee
- 2007 Mlha nad zámkem Kilrush
- 2007 Plavba snů
- 2005 Letní slunovrat
- 2005 Vera - Sicilská láska
- 2002 Eva - ganz mein Fall
- 2002 Svatba na venkově
- 2002 Zkouška lásky
- 2001 Kouzlo růžové zahrady
- 2000 Big Ben: www.vražda.de
- 2000 Případy profesora Capellariho: Mrtví nemlčí
- 1997 Rosamunde Pilcherová: Vítr naděje
- 1995 Místo činu: Černý obraz